# Schloss Ass

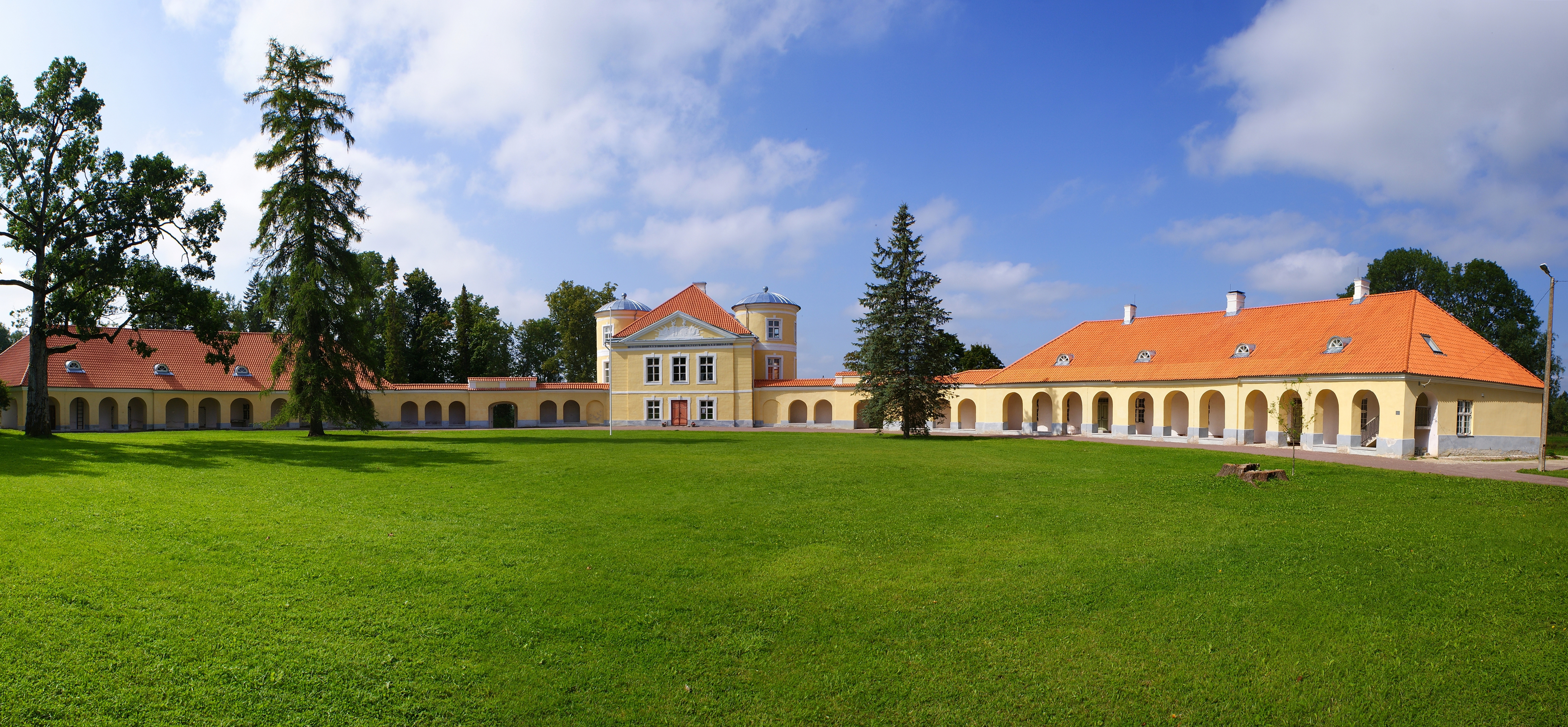
Schloss Ass

Schloss Ass (auch Gilsenhof) (estnisch Kiltsi mõis) ist ein Landschloss in Kiltsi im estnischen Kreis Lääne-Viru. Das auffällige, halbkreisförmig gebaute Schloss ist in die Liste der estnischen Baudenkmäler aufgenommen.

## Geschichte
Ein Herrenhaus an diesem Ort ist erstmals für das Jahr 1466 bezeugt. Dieses Gut gehörte damals der Familie Gilsen und wurde deshalb Gilsenhof genannt. Im Livländischen Krieg wurde die einstige Vasallenburg zerstört und im 17./18. Jahrhundert als Schloss wiederaufgebaut. Im 17. Jahrhundert war das Anwesen im Besitz der Familien Uexküll, Zoeged und Mannteuffel. Im 18. Jahrhundert erhielt das Gebäude sein heutiges Aussehen. Im Jahr 1784 erwarb Major Hermann Johann von Benckendorff das Gebäude und ließ 1790 ein Haupthaus im klassizistischen Stil erbauen. Von 1816 an gehörte das Anwesen dem Welterkunder und russischen Admiral Adam Johann von Krusenstern, der 1846 auch dort verstarb. Das Herrenhaus blieb bis Anfang des 20. Jahrhunderts in Besitz der Familie. Der letzte private Eigentümer war Alfred von Uexküll-Gyldenband. Seit 1920 ist das Schloss eine Schule. Von 2008 bis 2010 wurde das Schloss restauriert.

## Bauwerk
Eine Ansicht der vorherigen Baubestands ist von Brotze überliefert. Demnach handelte es sich um ein zweigeschossiges Feste Haus auf längsrechteckigem Grundriss mit Dreiecksgiebeln über den Schmalseiten. Die Ecken sind durch Türme betont, die beiden östlichen rund und die beiden westlichen eckig. Diese Grundform ist im heutigen Bau noch zu erkennen. Im unteren Bereich haben die Türme noch Schießscharten. Nach Auffassung von Luve gehört nur der vordere Teil mit einem der Rundtürmen zum mittelalterlichen Baubestan.